# Ingrid Bergman
Ingrid Bergman (29 tháng 8 năm 1915 – 29 tháng 8 năm 1982) là một diễn viên người Thụy Điển, bà đã đóng vai chính trong nhiều bộ phim Âu-Mỹ, phim truyền hình và kịch. Với sự nghiệp kéo dài 5 thập kỷ, bà thường được coi là một trong những diễn viên có ảnh hưởng nhất trong lịch sử điện ảnh. Bà đã giành được nhiều giải thưởng, bao gồm ba giải Oscar, hai giải Primetime Emmy, một giải Tony, bốn giải Quả cầu vàng và một giải BAFTA.
Sinh ra ở Stockholm với cha là người Thụy Điển và mẹ là người Đức, Bergman bắt đầu sự nghiệp diễn xuất của mình trong các bộ phim Thụy Điển và Đức. Tên tuổi bà đầu tiên được biết đến bởi khán giả Mỹ thông qua phiên bản làm lại bằng tiếng Anh của bộ phim Intermezzo (1939). Được biết đến với vẻ đẹp trong sáng tự nhiên, Bergman đã đóng vai chính trong kiệt tác Casablanca (1942) với vai Ilsa Lund, vai diễn nổi tiếng nhất của bà, diễn xuất cùng với Rick Blaine của Humphrey Bogart. Ngoài ra, các vai diễn đáng chú ý của Bergman từ những năm 1940 bao gồm các bộ phim như For Whom the Bell Tolls (1943) với Gary Cooper, Gaslight (1944), The Bells of St. Mary's (1945) và Joan of Arc (1948), tất cả đều giành được đề cử cho bà cho Giải Oscar ở hạng mục Nữ diễn viên chính xuất sắc nhất; Bergman giành được giải thưởng Oscar đầu tiên trong sự nghiệp cho bộ phim Gaslight. Bà đã từng tham gia ba bộ phim được đạo diễn bởi huyền thoại Alfred Hitchcock bao gồm: Spellbound (1945), với Gregory Peck, Notorious (1946), đóng chung với Cary Grant và Under Capricorn (1949), cùng với Joseph Cotten. Vào năm 1950, bà tham gia đóng vai chính trong dự án phim Stromboli của đạo diễn người Ý Roberto Rossellini, sau khi tiết lộ rằng bà đang có quan hệ tình cảm ngoài hôn nhân với vị đạo diễn. Mối tình và cuộc hôn nhân sau đó với Rossellini đã tạo ra vụ bê bối nổi tiếng ở Hoa Kỳ khiến Bergman phải ở lại châu Âu trong vài năm, trong những năm tại đó bà đã đóng vai chính trong Europa '51 và Journey to Italy (1954) của Rossellini, hầu hết đều được giới phê bình đánh giá cao. Sau đó bà đã có màn tái xuất trở lại Hollywood thành công khi tham gia diễn xuất trong bộ phim điện ảnh Anastasia (1956), và giành được giải Oscar thứ hai cho hạng mục Nữ diễn viên chính xuất sắc nhất.
Trong những năm cuối đời, Bergman đã giành được giải Oscar thứ ba ở hạng mục Nữ diễn viên phụ xuất sắc nhất, cho vai diễn nhỏ trong Murder on the Orient Express (1974). Năm 1978, bà có màn cộng tác thành công với vị đạo diễn Ingmar Bergman trong bộ phim nói tiếng Thụy Điển mang tên Autumn Sonata, nhờ đó mà bà đã nhận được đề cử giải Oscar lần thứ sáu cho Nữ diễn viên chính xuất sắc nhất. Trong vai diễn cuối cùng của mình, bà đóng vai cố Thủ tướng Israel Golda Meir trong loạt phim truyền hình ngắn tập A Woman Called Golda (1982), sau đó bà đã giành được giải Emmy thứ hai cho hạng mục Nữ diễn viên chính xuất sắc nhất. Bergman qua đời vì bệnh ung thư vú vào ngày sinh nhật lần thứ sáu mươi bảy (29 tháng 8 năm 1982). Theo Từ điển Bách khoa Toàn thư về Văn hóa Đại chúng của St. James, Bergman bắt đầu sự nghiệp không quá lâu để trở thành "hình mẫu lý tưởng của phụ nữ Hoa Kỳ" và là ứng cử viên cho danh hiệu nữ diễn viên vĩ đại nhất của Hollywood. Tại Hoa Kỳ, bà được coi là người đã mang đến cho màn ảnh một "Bắc Âu tươi trẻ và tràn đầy sức sống", cùng với vẻ đẹp và trí thông minh đặc biệt; David O. Selznick từng gọi bà là "nữ diễn viên hoàn toàn tận tâm nhất" mà ông từng hợp tác. Năm 1999, Viện phim Mỹ (AFI) đã công nhận Bergman là nữ huyền thoại màn bạc vĩ đại thứ tư của nền Điện ảnh Hollywood trong thời kì hoàng kim. [5]

## Cuộc đời và sự nghiệp
Ingrid Bergman sinh ngày 29 tháng 8 năm 1915 tại Stockholm, Thụy Điển. Ingrid mồ côi mẹ vào năm 2 tuổi và mồ côi cha vào năm 12 tuổi.
Năm 18 tuổi, sau khi tốt nghiệp trung học, Indrid theo học trường kịch nghệ hoàng gia Thụy Điển. Năm 1934, Indrid đóng vai chính đầu tiên trong Munkbrogreven (1935). Sau đó bà nổi tiếng với vai Anita Hoffman trong bộ phim Intermezzo (1936) của đạo diễn Gustaf Molander.
Năm 1939, Ingrid đến New York để tham gia bộ phim Intermezzo được các nhà làm phim Mỹ dựng lại, sau đó cô trở về Thụy Điển tham gia một vài bộ phim. Khi trở lại Hollywood năm 1942 Ingrid đã thành một ngôi sao sáng với vai Ilsa Lund Laszlo trong bộ phim nổi tiếng Casablanca của đạo diễn Michael Curtiz, diễn xuất cùng với Humphrey Bogart.
Những năm sau đó, Ingrid Bergman tiếp tục thành công với nhiều bộ phim nổi tiếng như Chuông nguyện hồn ai (For Whom the Bell Tolls, 1943) cùng Gary Cooper, Spellbound (1945) của Alfred Hitchcock cùng Gregory Peck, The Bells of St. Mary’s (1945), Joan of Arc (1948)...
Trong sự nghiệp điện ảnh của mình, Ingrid Bergman đã đoạt 3 giải Oscar trong các phim Gaslight (1944), Anastasia (1956) và Murder on the Orient Express (1974).
Ingrid Bergman mất năm 1982 tại Luân Đôn vào đúng ngày sinh của bà, do bệnh ung thư vú.

## Những bộ phim tham gia

### Điện ảnh
- Landskamp (1932)
- Munkbrogreven (1935)
- Bränningar (1935)
- Swedenhielms (1935)
- Valborgsmässoafton (1935)
- Intermezzo (1936)
- På solsidan (1936)
- Dollar (1938)
- Vier Gesellen, Die (1938)
- En kvinnas ansikte (1938)
- En enda natt (1939)
- Intermezzo: A Love Story (1939)
- Juninatten (1940)
- Rage in Heaven (1941)
- Adam Had Four Sons  (1941)
- Bác sĩ Jekyll và Ông Hyde (1941)
- Casablanca (1942)
- Chuông nguyện hồn ai (1943)
- Swedes in America (1943)
- Gaslight (1944)
- Spellbound (1945)
- Saratoga Trunk (1945)
- The Bells of St. Mary's (1945)
- American Creed (1946)
- Notorious (1946)
- Arch of Triumph (1948)
- Joan of Arc (1948)
- Under Capricorn (1949)
- Stromboli (1950)
- Europa '51 (1952)
- Viaggio in Italia (1953)
- Siamo donne (1953)
- La Paura (1954)
- Giovanna d'Arco al rogo (1954)
- Elena et les hommes (1956)
- Anastasia (1956)
- Indiscreet (1958)

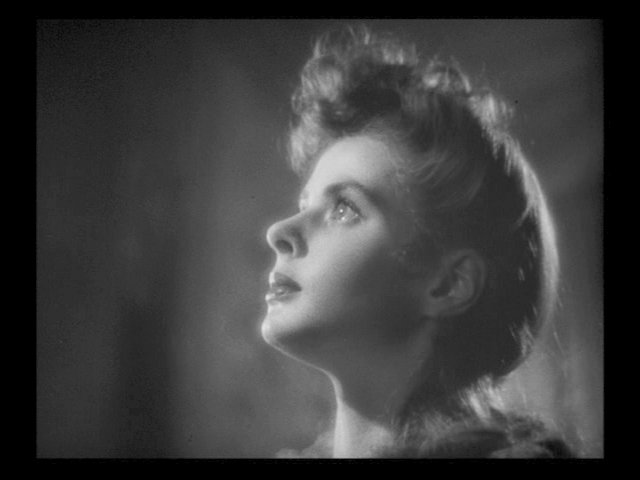
Bác sĩ Jekyll và Ông Hyde

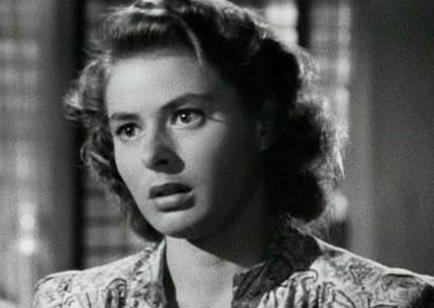
Casablanca

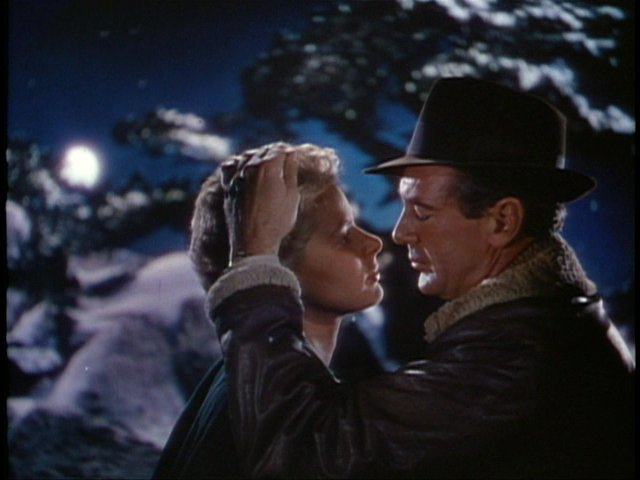
Chuông nguyện hồn ai

- The Inn of the Sixth Happiness (1958)
- Goodbye Again (1961)
- Auguste (1961)
- The Visit (1964)
- The Yellow Rolls-Royce (1964)
- Stimulantia (1967)
- Cactus Flower (1969)
- Henri Langlois (1970)
- Walk in the Spring Rain (1970)
- From the Mixed-Up Files of Mrs. Basil E. Frankweiler (1973)
- Murder on the Orient Express (1974)
- A Matter of Time (1976)
- Höstsonaten (Autumn Sonata) (1978)

### Sân khấu
- 1940: Liliom de Ferenc Molnar, mise en scène de Vinton Freedley – Forty-Fourth Street Theatre, New York (États-Unis).
- 1941: Anna Christie d'Eugene O'Neill, mise en scène de John Houseman et Alfred de Liagre Jr. – Lobero Theatre, Santa Barbara (Etats-Unis).
- 1946: Joan of Lorraine (Jeanne la Lorraine) de Maxwell Anderson, mise en scène de Margo Jones – Alvin Theatre, New York (Etats-Unis).
- 1953: Jeanne d'Arc au Bûcher, oratorio d'Arthur Honegger et Paul Claudel, mise en scène de Roberto Rossellini – Opera San Carlo, Naples (Italie).
- 1956: Thé et sympathie de Robert Anderson, mise en scène de Jean Mercure – Théâtre de Paris, Paris (France).
- 1962: Hedda Gabler de Henrik Ibsen, mise en scène de Raymond Rouleau – Théâtre Montparnasse, Paris (France).
- 1965: A Month in the country (Un mois à la campagne) de Tourgueniev, mise en scène de Michael Redgrave – Yvonne Arnaud Memorial Theatre, Guilford (Grande-Bretagne).
- 1967: More Stately Mansions d'Eugene O'Neill, mise en scène de José Quintero – Broadhurst Theatre, New York (Etats-Unis).
- 1972: Captain Brassbound's conversion (La conversation du capitaine Brassbound) de George Bernard Shaw – Opera House, Kennedy Center, Washington (Etats-Unis).
- 1975: The constant wife (L'Épouse fidèle) de Somerset Maugham, mise en scène de John Gielgud – Schubert Theatre, New York (Etats-Unis).
- 1979: Waters of the Moon de Norman Charles Hunter, mise en scène de Patrick Garland – Haymarket Theatre, Londres (Grande-Bretagne).

### Phim truyền hình
- Startime: The Turn of the Screw (1959)
- ABC Stage 67: The Human Voice (1967)
- A Woman Called Golda (1982)